# Тверецкая набережная
Твере́цкая на́бережная — набережная реки Тверцы в историческом центре Торжка. Проходит на юг по левому берегу от тупика под Красной горой до Красноармейской улицы. Примыкают улицы: Красная Гора, Карла Маркса, Водопойная, Садовая, Пушкина, Демьяна Бедного, Максима Горького, Степана Разина. Сохраняет историческую застройку XVIII—XIX вв.

## История
Под названием Тверецкой были объединены пять существовавших до Октябрьской революции набережных. Ильинская набережная, называвшаяся по Ильинской горе и Ильинской церкви на ней, проходила под ней до Почтовой лестницы. Воскресенская набережная соединяла Почтовую лестницу с Водопойной улицей и называлась по Воскресенскому монастырю. Дмитровская набережная была от Водопойной до Дмитровской (ныне Садовой) улицы, называлась по последней, которая именовалась по Дмитровской церкви. Власьевская набережная шла от Садовой улицы до нынешней улицы Пушкина, называлась по Власьевской улице, которая, в свою очередь, называлась так по одноимённой церкви. Никольская набережная, от улицы Пушкина до нынешней Красноармейской, также называлась по соответствующим улице и церкви.
В 1920-х гг. году объединённые Воскресенская, Дмитровская, Власьевская и Никольская набережные были названы Тверецкой набережной по наименованию реки. В 1957 году набережная была продлена — в её состав была включена Красная, ранее Ильинская (переименованная в 1920-х гг. вместе с Ильинской Горой), набережная.
По генеральному плану Торжка 1779 года Ильинская, Воскресенская, Дмитровская и Власьевская набережная были предназначены для купеческой застройки. Сохранившаяся двухэтажная застройка конца XVIII—XIX веков состоит из двухэтажных домов, часть из которых поставлена вплотную, единым фасадом, часть — с просветами.

## Примечательные здания и сооружения
- № 6 — жилой дом, кoн. XVIII — нaч. XIX вв., выявленный объект культурного наследия.
- № 7 — жилой дом, кoн. XVIII — нaч. XIX вв., выявленный объект культурного наследия.
- № 8 — жилой дом, кoн. XVIII — нaч. XIX вв., выявленный объект культурного наследия.
- № 9 — жилой дом, кoн. XVIII — нaч. XIX вв., выявленный объект культурного наследия.
- № 11 — жилой дом, сер. XIX в., выявленный объект культурного наследия.
- № 15 — жилой дом, сер. XIX в., выявленный объект культурного наследия.
- № 17 — жилой дом, 1-я пол. XIX в., объект культурного наследия регионального значения.
- № 18 — жилой дом, 1-я пол. XIX в., объект культурного наследия регионального значения.
- № 19 — жилой дом с флигелем, сер. XIX в., объект культурного наследия регионального значения.
- № 20 — жилой дом, 2-я пол. XIX в., объект культурного наследия регионального значения.
- № 21 — жилой дом, 2-я пол. XIX в., объект культурного наследия регионального значения.
- № 22 — жилой дом, 1911 г., объект культурного наследия регионального значения.
- № 23 — жилой дом, кoн. XVIII — нaч. XIX вв., объект культурного наследия регионального значения.
- № 25 — жилой дом, сер. XIX в., выявленный объект культурного наследия.
- № 26 — дом Грабинского, 2-я пол. XIX в., объект культурного наследия регионального значения.
- № 33 — усадьба (жилой дом, флигель), 2-я пол. XIX в., выявленный объект культурного наследия.
- № 34 — жилой дом, сер. XIX в., объект культурного наследия федерального значения.
- № 35 — жилой дом, сер. XIX в., объект культурного наследия федерального значения.
- № 40 — жилой дом, 1-я пол. XIX в., объект культурного наследия регионального значения.
- № 44-45 — усадьба (жилой дом, флигель), 1-я пол. XIX в., выявленный объект культурного наследия.
- № 46 — жилой дом, 2-я пол. XIX в., выявленный объект культурного наследия.
- № 47 — жилой дом, сер. XIX в., объект культурного наследия федерального значения.
- № 48 — жилой дом, сер. XIX в., объект культурного наследия федерального значения.
- № 50 — жилой дом, 1-я пол. XIX в., объект культурного наследия регионального значения.
- № 54 — жилой дом, сер. XIX в., объект культурного наследия федерального значения.
- № 55 — жилой дом, сер. XIX в., выявленный объект культурного наследия.
- № 64 — жилой дом, 1-я пол. XIX в., объект культурного наследия регионального значения.
- № 66 — жилой дом, 1-я пол. XIX в., объект культурного наследия регионального значения.
- № 82Б — водопропускная труба тверецкого бечевника Вышневолоцкой водной системы, 1825—1826 гг., выявленный объект культурного наследия.